# اوکنوس

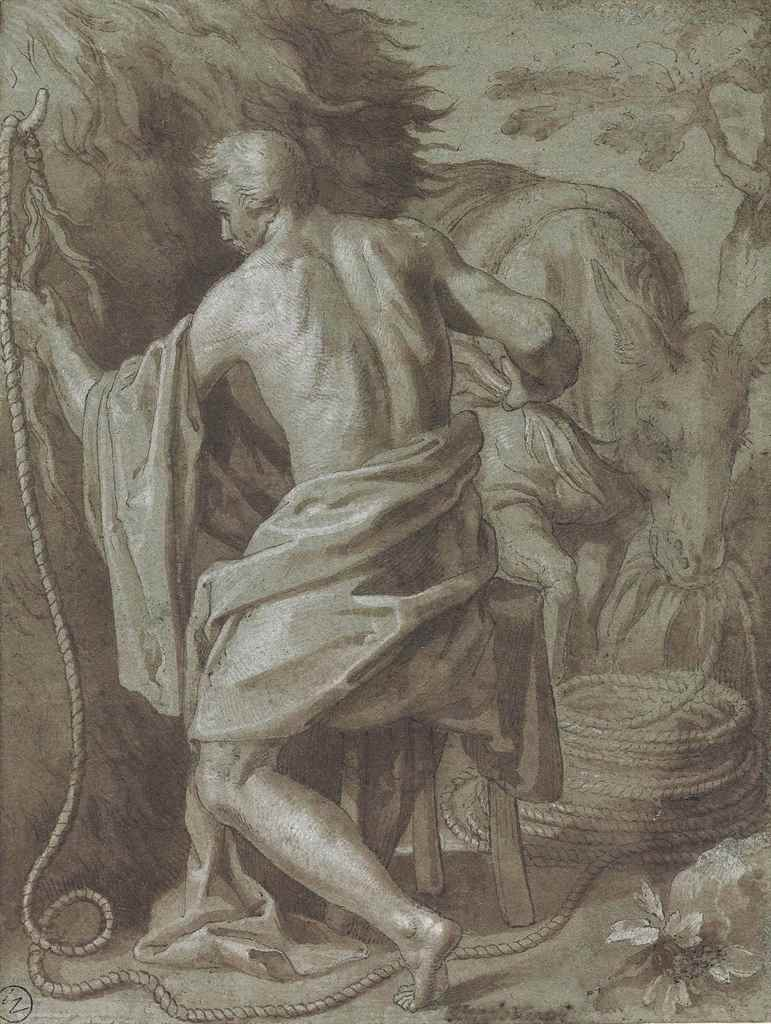
آکنوس توسط جی. لیگوزی (حدود ۱۵۴۷-حدود ۱۶۲۷)

اوکنوس (یونانی باستان: Ὄκνος) در اسطوره‌شناسی یونانی پسر مانتو و تیبرینوس سیلویوس، از پادشاهی آلبا لونگا بود. او مانتوا‌ی (نام امروزی) را به افتخار مادرش تأسیس کرد.

## در تارتاروس
پادشاه آلبا لونگا، اوکنوس در تارتاروس زندانی شد و در آنجا طناب نی می‌بافت که بلافاصله پس از اتمام کار توسط یک الاغ خورده می‌شد.
بافتن طناب اوکنوس یک عبارت یونی برای یک کار پرزحمت بود که به نظر می‌رسد هرگز تمام نمی‌شود. اما این عبارت با اثر سیزیف جایگزین شد که به معنای چیزی مشابه است و مانند عذاب تانتالوس از تارتاروس آمده‌است. برخلاف سایر زندانیان تارتاروس، اوکنوس به هیچ جنایتی اشاره نمی‌کند که بتوان وضعیت او را به آن نسبت داد. راینهولد مرکلباخ، فیلولوژیست و کتاب‌نویس کلاسیک، فرض می‌کند که دلیل این امر این بود که اوکنوس از درخواست ورود به اسرار الوزیس خودداری کرده بود، اگرچه این امر مستقیماً توسط هیچ منبعی پشتیبانی نمی‌شود.
اولریش فن ویلامویتس-ملندرف، فیلولوژیست کلاسیک، وضعیت اوکنوس را «مجازاتی برای ضعف اخلاقی، فقدان شجاعت، بی میلی به تعهد به آنچه او به عنوان یک وظیفه » می‌داند. به گفته ویلامویتس، این ضعف شخصیت «گاهی به چیزهای خوب منجر می‌شود، یعنی زمانی که از یک عمل شیطانی خودداری می‌کند»، اما خودخواهانه است زیرا اجتناب در مواقعی که به «تصمیم برای عمل» نیاز است، اساساً به کسی کمک نمی‌کند.